# Episodi di Criminal Minds (quarta stagione)
La quarta stagione della serie televisiva Criminal Minds è stata trasmessa negli Stati Uniti dal 24 settembre 2008. In Italia questa stagione è stata trasmessa in prima visione dal 30 dicembre 2008 sul canale satellitare a pagamento Fox Crime e in chiaro su Rai 2 dall'11 settembre 2009.
| nº | Titolo originale        | Titolo italiano              | Prima TV USA      | Prima TV Italia  |
| -- | ----------------------- | ---------------------------- | ----------------- | ---------------- |
| 1  | Mayhem                  | Ai confini del caos          | 24 settembre 2008 | 30 dicembre 2008 |
| 2  | The Angel Maker         | Il creatore di angeli        | 1º ottobre 2008   | 6 gennaio 2009   |
| 3  | Minimal Loss            | Fede cieca                   | 8 ottobre 2008    | 13 gennaio 2009  |
| 4  | Paradise                | Motel Paradise               | 22 ottobre 2008   | 20 gennaio 2009  |
| 5  | Catching Out            | La sete del viaggiatore      | 29 ottobre 2008   | 27 gennaio 2009  |
| 6  | The Instincts           | Istinti profondi             | 5 novembre 2008   | 3 febbraio 2009  |
| 7  | Memoriam                | Labirinti della memoria      | 12 novembre 2008  | 10 febbraio 2009 |
| 8  | Masterpiece             | Capolavoro della follia      | 19 novembre 2008  | 17 febbraio 2009 |
| 9  | 52 Pickup               | L'importanza della pulizia   | 26 novembre 2008  | 24 febbraio 2009 |
| 10 | Brothers in Arms        | Fratelli di sangue           | 10 dicembre 2008  | 3 marzo 2009     |
| 11 | Normal                  | Il guerriero della strada    | 17 dicembre 2008  | 10 marzo 2009    |
| 12 | Soul Mates              | Anime gemelle                | 14 gennaio 2009   | 17 marzo 2009    |
| 13 | Bloodline               | Di padre in figlio           | 21 gennaio 2009   | 24 marzo 2009    |
| 14 | Cold Comfort            | Il conforto della morte      | 11 febbraio 2009  | 31 marzo 2009    |
| 15 | Zoe's Reprise           | Quando non c'è un perché     | 18 febbraio 2009  | 19 maggio 2009   |
| 16 | Pleasure is My Business | La deriva del piacere        | 25 febbraio 2009  | 19 maggio 2009   |
| 17 | Demonology              | Demonologia                  | 11 marzo 2009     | 26 maggio 2009   |
| 18 | Omnivore                | L'onnivoro                   | 18 marzo 2009     | 26 maggio 2009   |
| 19 | House on Fire           | Follia incendiaria           | 25 marzo 2009     | 2 giugno 2009    |
| 20 | Conflicted              | Mostri e fantasmi dell'anima | 8 aprile 2009     | 9 giugno 2009    |
| 21 | A Shade of Gray         | Sfumature di grigio          | 22 aprile 2009    | 16 giugno 2009   |
| 22 | The Big Wheel           | Aiutatemi                    | 29 aprile 2009    | 23 giugno 2009   |
| 23 | Roadkill                | Il killer della strada       | 6 maggio 2009     | 30 giugno 2009   |
| 24 | Amplification           | Arma biologica               | 13 maggio 2009    | 7 luglio 2009    |
| 25 | To Hell…                | La porta dell'inferno        | 20 maggio 2009    | 14 luglio 2009   |
| 26 | …And Back               | All'inferno e ritorno        | 20 maggio 2009    | 21 luglio 2009   |

## Ai confini del caos
- Titolo originale: Mayhem
- Diretto da: Edward Allen Bernero
- Scritto da: Simon Mirren

### Trama
La squadra è alle prese con diversi omicidi casuali nelle metropolitane di New York. Il team capisce solo dopo che il vero obbiettivo non sono quegli omicidi, dato che agli assassini servono solo per calcolare il tempo d'intervento delle forze dell'ordine. Si pensa quindi a un secondo fine: un attentato più serio in cui vengono presi di mira anche i soccorritori, a cui viene quindi ordinato di non intervenire in caso di attentato. Hotch e Kate rimangono coinvolti nell'esplosione del SUV sul quale stavano per salire. I paramedici, come ordinato, non intervengono ad aiutare Kate, la quale è gravemente ferita; solo un giovane passante, presente in zona al momento dell'esplosione, cerca di dare aiuto. Garcia, utilizzando le varie telecamere cittadine, scopre che l'attentatore è proprio il giovane: avvisa quindi Derek che nel frattempo è giunto sulla scena. L'uomo insegue il giovane che, in una galleria della metropolitana, si toglie la vita. Intanto un'ambulanza supera la barriera e porta l'agente Joyner nel vicino ospedale, che per motivi di sicurezza è chiuso. Mentre Kate è in sala operatoria la squadra capisce che il vero ordigno è nell'ambulanza: i terroristi hanno organizzato il tutto per uccidere una persona importante che è ricoverata nell'ospedale. Morgan riesce a portare fuori l'ambulanza e a farla esplodere senza causare danni. Kate Joyner muore in sala operatoria, mentre Hotch torna a Quantico in auto in quanto ha subito danni all'apparato uditivo.

### Soggetto Ignoto
Una cellula terroristica di cui faceva parte il finto infermiere Ben Abner

### Citazioni
- "Non pensate mai che la guerra, per quanto necessaria o giustificata, non sia un crimine". Ernest Hemingway (Aaron Hotchner)

## Il creatore di angeli
- Titolo originale: The Angel Maker
- Diretto da: Glenn Kershaw
- Scritto da: Dan Dworkin e Jay Beattie

### Trama
Nella cittadina di Lower Canaan, Ohio, al primo anniversario dell'esecuzione di un serial killer chiamato Il creatore di angeli, viene uccisa una donna con le stesse modalità (i cui dettagli erano stati tenuti segreti dalla polizia) e viene trovato lo sperma del serial killer nella vittima. Il BAU inizia a indagare e scopre che numerose donne avevano contattato il killer mentre era detenuto nel braccio della morte e ne erano affascinate. Si scopre, poi, che i segni lasciati sia dal killer originale che dall'emulatore sul corpo delle vittime è un richiamo a varie costellazioni: l'emulatore, quindi, stava completando il lavoro iniziato dal killer. Grazie a una delle amanti del serial killer defunto, la squadra scopre l'identità del nuovo soggetto ignoto, un'altra donna, che era rimasta incinta del killer, ma il figlio le era morto: aveva così deciso di continuare l'opera dell'amato per farlo rivivere. Nel frattempo Hotch accusa forti dolori all'orecchio destro, in seguito all'incidente.

### Soggetto Ignoto
La giurata Chloe Kelcher, che emula Cortland Ryan, anche chiamato "il creatore di angeli"

### Citazioni
- "Tutti moriamo. L'obiettivo non è vivere per sempre. L'obiettivo è creare qualcosa che vivrà per sempre". Chuck Palahniuk (Aaron Hotchner)
- Wendell Berry ha detto: "Il passato è quello che ci definisce. Possiamo cercare a torto o a ragione di sfuggirgli o di sfuggire alle brutture che contiene, ma ci riusciremo solo se gli aggiungeremo qualcosa di migliore". (Aaron Hotchner)

## Fede cieca
- Titolo originale: Minimal Loss
- Diretto da: Félix Enríquez Alcalá
- Scritto da: Andrew Wilder

### Trama
Una quindicenne telefona all'FBI denunciando abusi da parte del profeta Ben Cyrus. L'agente Prentiss e l'agente Reid si recano nella congregazione, nella contea di La Plata in Colorado, sotto copertura in compagnia di un'assistente sociale. Il procuratore distrettuale, ignorando la visita degli assistenti sociali e l'operazione sotto copertura, dispone l'irruzione della polizia, in quanto la congregazione risulta aver acquistato illegalmente diverse armi da fuoco.
Cyrus, avvisato da una telefonata anonima, respinge "gli invasori" con le armi. Nella sparatoria muoiono i genitori di una bambina piccola, l'assistente sociale che aveva accompagnato Prentiss e Reid e un poliziotto. Rossi viene incaricato di fare da mediatore per liberare quelli che sono divenuti a tutti gli effetti degli ostaggi. Per identificare i fedelissimi, Cyrus finge di aver organizzato un suicidio di massa per liberarsi tutti insieme e arrivare al paradiso, annotando coloro che lo avrebbero seguito senza dubbi. Rossi, con l'appoggio a distanza di Reid, capisce che si tratta di un bluff e riesce a non far intervenire la polizia in assetto di irruzione, cosa che avrebbe causato una carneficina. Nel corso delle ore, Cyrus scopre che ci sono degli agenti dell'FBI sotto copertura e si rivolge subito ai due sconosciuti assistenti sociali. Prentiss si offre come capro espiatorio e viene picchiata per farle dire la verità. Mentre viene assistita dalla suocera di Cyrus, la cui figlia quindicenne è sposata con lui, capisce che è stata proprio la donna a chiamarli: la figlia è totalmente plagiata dall'uomo e non vuole sentire ragioni.
Rossi ottiene la fiducia di Cyrus confermando che Prentiss è un'agente, ottenendo in cambio la liberazione degli infedeli. Organizza poi un vero e proprio suicidio di massa, quindi la polizia deve intervenire. Purtroppo, la "moglie" dell'uomo - ormai totalmente sua succube - non riesce a lasciare andare suo marito e morirà con lui all'interno della chiesa.
- Guest star: Luke Perry

### Soggetto Ignoto
Il profeta Benjamin Cyrus, sebbene il suo vero nome fosse Charles Mulgrew

### Citazioni
- "Seguire solo con la fede è seguire ciecamente". Benjamin Franklin (Dott. Spencer Reid)
- "La ragione non è per tutti, quelli che la negano non possono esserne conquistati". Ayn Rand (Emily Prentiss)

## Motel Paradise
- Titolo originale: Paradise
- Diretto da: John Gallagher
- Scritto da: Erica Messer e Debra J. Fisher

### Trama
Le autorità del Nevada richiedono l'intervento della squadra, in quanto diversi incidenti di coppie investite da camion sembrano invece frutto di un assassino seriale. Infatti, le coppie sono uccise prima di essere messe in macchina e fatte investire da un ignaro camionista e la donna è senza mutandine. Il BAU inizia a indagare sui motel più isolati, ma essendo in una zona intorno a un lago, ne esistono più di 300. Nel frattempo è sparita un'altra coppia e restano solo 24 ore di tempo per salvarli. Dopo varie ricerche senza esito, finalmente Garcia scopre un collegamento con il proprietario di un motel isolato che Hotch aveva già interrogato. La squadra si precipita appena in tempo per salvare i due coniugi da morte certa, rinchiusi, picchiati e violentati da ore all’interno di una camera del motel.
- Guest star: Wil Wheaton (Floyd Hansen)

### Soggetto Ignoto
Il proprietario del Motel Floyd Hansen, che si presenta come il gestore Wayne Dryden

### Citazioni
- Thomas Fuller ha scritto: "Il paradiso dello stolto è l'inferno dell'uomo saggio". (Aaron Hotchner)
- Il poeta latino Fedro ha scritto: "Non sempre le cose sono quello che sembrano. La prima impressione inganna molti. L'intelligenza di pochi, percepisce quello che è stato accuratamente nascosto". (Aaron Hotchner)

## La sete del viaggiatore
- Titolo originale: Catching Out
- Diretto da: Charles Haid
- Scritto da: Oanh Ly

### Trama
In California, nella città di Modesto, viene rinvenuto il cadavere di una donna che abita sola. Le modalità di questo omicidio sono le stesse di altri delitti che hanno avuto luogo nelle zone limitrofe dell'autostrada, perciò il comandante locale della polizia ha battezzato l'omicida "Il Killer dell'autostrada 99". Subito Hotch mette in chiaro il metodo investigativo e l'approccio che tutti dovranno tenere nei confronti del caso e la squadra inizia a investigare. Appare chiaro subito che la direttrice non è l'autostrada ma la ferrovia. Spostando le indagini verso i senzatetto si scopre che questi si spostano con i treni e si lasciano messaggi cifrati contenenti notizie sulle persone che cercano aiuto per piccoli lavoretti in cambio di cibo o persone che abitano sole. Inoltre è chiaro alla squadra, che l'SI utilizzi le abitazioni delle vittime, per viverci, soltanto per una giornata, e per sentirsi agiato in quella determinata classe sociale, ed inoltre, utilizzi colla, candeggina e quant'altro trovato sulla scena, come stupefacenti. Grazie anche all'aiuto del fratellastro, si scopre il modo in cui il killer riesce ad avere le notizie necessarie, e la squadra individua il senzatetto omicida, un attimo prima che quest'ultimo salga su un treno di passaggio.  Ritornati a Quantico, JJ presenta al resto della squadra Jordan Todd, che prenderà il suo posto, durante il periodo del parto e del recupero. Morgan e Todd avevano avuto un incontro, subito prima che Derek partisse a investigare sul caso.

### Soggetto Ignoto
Il bracciante Armando Ruiz Salinas, anche chiamato "il killer dell'autostrada 99"

### Citazioni
- "Chi è sazio sta fermo, chi ha fame non si ferma un attimo". Proverbio zulu (Emily Prentiss)
- "Oltre l'est l'alba, oltre l'ovest il mare, e tra l'est e l'ovest la sete del viaggiatore che non mi dà pace". Gerald Gould (Emily Prentiss)

## Istinti profondi
- Titolo originale: The Instincts
- Diretto da: Rob Spera
- Scritto da: Chris Mundy

### Trama
La squadra si reca a Las Vegas, Nevada, per investigare sulla scomparsa di un bambino di cinque anni, successiva al ritrovamento di un bambino coetaneo rapito, ucciso e ritrovato a sette giorni dalla scomparsa. Cercando di salvare la seconda vittima, il BAU cerca di trovare un collegamento e un indizio; spinge così i genitori del secondo bambino a partecipare al funerale del primo nella speranza che il maniaco si presenti. Grazie a questo espediente si arresta un uomo che risulta essere un pedofilo, ma non è il colpevole. Comunque, incrociando le riprese dei partecipanti al funerale con i dati che estrapola Garcia, si riesce a individuare la donna che ha rapito il piccolo, che si scopre essere vittima di un violento crollo psicotico, scaturito dall'allontanamento del figlio molto piccolo. Proprio per questo la donna, nutre i bambini rapiti soltanto con del latte. Nel frattempo Reid fa dei sogni ricorrenti che ricordano fatti della sua infanzia, in particolare il ritrovamento in uno scantinato di un bambino di sei anni, seviziato e ucciso.

### Soggetto Ignoto
La malata mentale Claire Bates

### Citazioni
- Amos Bronson Alcott ha detto: "Chi parla agli istinti, parla alla parte più profonda dell'uomo e trova la risposta più immediata". (Aaron Hotchner)
- Bob Dylan una volta ha detto: "Credo che le cose veramente naturali siano i sogni, che la natura non può corrompere". (Dott. Spencer Reid)
- Carl Jung ha detto: "La chiave delle nostre scelte è nell'inconscio". (Derek Morgan)

## Labirinti della memoria
- Titolo originale: Memoriam
- Diretto da: Guy Norman Bee
- Scritto da: Dan Dworkin e Jay Beattie

### Trama
Reid chiede un permesso per poter restare un altro paio di giorni dalla madre, mentre i restanti membri del BAU sono pronti a tornare in Virginia. In realtà, Reid, aveva nuovamente sognato il bambino violentato e ucciso nello scantinato e aveva intravisto il volto di suo padre come colpevole. Deciso a indagare da solo, si reca alla locale stazione di polizia per chiedere di visionare il fascicolo inerente alla morte del piccolo Riley. Tornato alla sua camera d'hotel, scopre che Rossi e Morgan sono rimasti per dargli una mano e i tre si mettono al lavoro per risolvere il caso.
Reid, convinto di quello che ha visto, decide di parlarne con la madre ma scopre che la donna non conosce affatto Riley, ma crede si trattasse di un suo amichetto immaginario di quando era piccolo. I tre agenti vanno a trovare William Reid, il quale nega totalmente il coinvolgimento nell'omicidio e non rende disponibili i suoi file personali. Reid è convinto del fatto che suo padre abbia un ruolo nella vicenda e non riesce a essere obiettivo su di lui. 
Garcia si mette in contatto con loro e li aiuta, come sempre a distanza dalla Virginia, ritrovando i vecchi fascicoli di un certo Gary Michaels. Reid ha solo un vago ricordo di lui, mentre giocavano a scacchi nel parco, mentre il detective locale insiste sull'innocenza dei coniugi Reid. Alla fine, l'agente Reid riesce a strappare la confessione a entrambi i suoi genitori: Gary Michaels era un pedofilo ed era stato lui a uccidere il piccolo Riley, per poi puntare proprio su Spencer. Diana aveva visto Reid parlare con lui al parco e aveva deciso, in accordo col marito e il padre del bimbo morto, di fare qualcosa. Sarà proprio quest'ultimo a ucciderlo, mentre il padre di Reid lo aiuterà a occultare il tutto e brucerà i panni insanguinati. Il peso di quanto accaduto dividerà la famiglia Reid e sarà questo il motivo principale per la separazione dei due genitori. 
Reid, quindi, si concilierà col padre e tornerà in Virginia un po' più risollevato. Intanto, JJ ha dato alla luce il suo primo figlio e chiederà proprio a Reid e a Garcia di fare da padrino e madrina, nel caso a lei e Will accadesse qualcosa.

### Soggetto Ignoto
Il pedofilo Gary Michaels

### Citazioni
- "Quello che era silente nel padre, parlava nel figlio; e spesso ho trovato nel figlio il segreto svelato del padre". Friedrich Nietzsche (Dott. Spencer Reid)
- "Non c'è rifugio dai ricordi e dai rimorsi in questo mondo. Gli spettri delle nostre passate follie ci perseguitano con o senza pentimento". Gilbert Parker (Dott. Spencer Reid)

## Capolavoro della follia
- Titolo originale: Masterpiece
- Diretto da: Paul Michael Glaser
- Scritto da: Edward Allen Bernero

### Trama
Il dottor Reid e David Rossi, durante una conferenza tenuta in un'università, vengono avvicinati da una strana persona che dice loro di aver ucciso sette donne e rapito altre cinque persone: quattro bambini e la loro maestra. Trovarle non sarà facile ma, grazie alla genialità di Reid e all'intuito di Rossi, la donna e i bambini vengono messi in salvo. Durante il blitz della squadra nella sistemazione del killer, l'assassino confida a Rossi di aver piazzato una trappola per i suoi uomini, spiegando di averlo fatto per vendicare la cattura del fratello (un altro serial killer) che l'agente aveva imprigionato tempo prima. Alla fine Rossi, facendo credere al killer di essere caduto nella sua trappola, gli strappa una confessione.

### Soggetto Ignoto
Il prof. Henry Rothchild

### Citazioni
- "Se partissimo dal presupposto che siamo tutti folli, questo ci aiuterebbe a comprenderci gli uni con gli altri, risolverebbe molti enigmi". Mark Twain (David Rossi)
- "L'uomo deve elaborare per ogni conflitto umano un metodo che rifiuti la vendetta, l'aggressione e la rappresaglia. Il fondamento d'un tale metodo è l'amore". Martin Luther King (David Rossi)

## L'importanza della pulizia
- Titolo originale: 52 Pickup
- Diretto da: Bobby Roth
- Scritto da: Breen Frazier

### Trama
Ad Atlanta, Georgia, due sorelle vengono avvicinate in discoteca da un tipo brillante. Una delle due, Vanessa, verrà ritrovata squartata e brutalmente assassinata dopo essere stata costretta a pulire il suo stesso sangue. La squadra scopre che altri delitti con le stesse caratteristiche sono stati commessi nel passato: in precedenza il killer aveva ucciso delle prostitute, ma ora, dopo alcuni mesi di pausa, ha rivolto la sua attenzione su ragazze di una classe sociale più elevata. Durante le indagini emergono tensioni fra l'agente Hotch e Jordan Todd, la recluta che ha sostituito JJ durante l'assenza dovuta alla nascita di suo figlio Henry. Le indagini si concentrano sugli allievi di un corso per "rimorchiare" tenuto da un curioso individuo che si fa chiamare Viper: alcuni indizi fanno pensare che l'assassino abbia seguito i suoi corsi e abbia imitato i suoi atteggiamenti. La squadra comincia a sorvegliare le discoteche dove probabilmente agisce il killer e in una di queste Prentiss e Todd incontrano Viper che afferma che il primo "compito" che assegna ai suoi allievi è quello di individuare la loro "Ape regina", la donna della quale hanno paura e che devono "distruggere". Dunque l'assassino conosceva Vanessa? Il sospetto è confermato dalla madre della ragazza, che ricorda di avere scoperto sua figlia da piccola a giocare con il figlio di una domestica e di averlo picchiato per questo, e dopo scacciato. Grazie a un identikit e alla collaborazione di una ragazza conosciuta da Reid al bar di una discoteca sarà possibile arrestare il killer e scongiurare un nuovo delitto, la cui vittima sarebbe stata proprio la ragazza. Quest'ultima e Reid approfondiranno la loro conoscenza. 
- Altri interpreti: Currie Graham (Viper), Meta Golding (Jordan Todd)

### Soggetto Ignoto
Il figlio della domestica Robert Parker

### Citazioni
- Harlan Ellison ha scritto: "Nel momento stesso in cui ci si innamora, si diventa bugiardi". (Emily Prentiss)
- "La pulizia diventa più importante, quando la spiritualità è lontana". P. J. O'Rourke. (David Rossi)

## Fratelli di sangue
- Titolo originale: Brothers in Arms
- Diretto da: Glenn Kershaw
- Scritto da: Holly Harold

### Trama
La squadra del BAU si reca in aereo a Phoenix, Arizona, dove un serial killer uccide gli ufficiali di polizia. Per Morgan, ex poliziotto, l'indagine diventa un fatto personale. La polizia locale sospetta di Playboy, uno dei capi delle bande locali, e lo arresta, ma la squadra la pensa diversamente. Morgan, facendo leva sull'orgoglio di Playboy e sul fatto che l'assassino ha ucciso uno dei suoi compagni riesce a ottenere indizi sul vero killer. Si verifica un altro omicidio ai danni di una pattuglia della polizia. I sospetti convergono su un altro individuo ma la squadra insiste nel seguire il profilo ed estende le indagini ad altri delitti commessi in precedenza: la pista conduce all'ambiente dei fight club - circoli dove si organizzano incontri di lotta clandestini, come nell'omonimo film. Le aggressioni si fanno più frequenti: l'agente Hochner fa una conferenza stampa in cui mostra un identikit e sfida direttamente l'assassino. Una segnalazione fa scattare l'attacco al sospettato in una zona periferica della città: sembra un falso allarme ma la squadra è allerta. L'assassino cerca di tendere un'imboscata all'agente Hotchner, ma viene arrestato. Nelle scene finali Playboy uccide l'assassino e Derek Morgan si reca a un funerale e parla con il figlio di uno degli agenti uccisi.
- Altri interpreti: Guillermo Díaz (Playboy)

### Soggetto Ignoto
Un membro di un fight club che si fa chiamare Animal e viene ucciso subito dopo l'arresto.

### Citazioni
- "Siamo tutti fratelli sotto la pelle, e io vorrei spellare l'umanità per dimostrarlo". Ayn Rand (Derek Morgan)
- "Poiché colui che oggi verserà il suo sangue insieme al mio, sarà mio fratello". William Shakespeare (Derek Morgan)

## Il guerriero della strada
- Titolo originale: Normal
- Diretto da: Steve Boyum
- Scritto da: Andrew Wilder

### Trama
Il BAU indaga su un killer che uccide con dei colpi di fucile donne bionde mentre guidano sulle autostrade della contea di Orange in California. L'SI viene identificato come un uomo debole, sottomesso alla moglie e generalmente detestato dalla famiglia. L'unità arriverà quindi a un uomo che lavora vicino all'autostrada nella quale ha compiuto i delitti, odiato dall'intera famiglia in quanto una delle sue figlie è morta mentre era lui a occuparsene. Il senso di colpa ha generato in lui una psicosi violenta, che degenererà fino al punto in cui ucciderà la sua stessa famiglia in preda a un attacco allucinatorio. Durante l'inseguimento da parte della polizia, l'SI, colpito da uno dei suoi episodi psicotici, porterà la sua auto a schiantarsi, credendo che lo scontro avvenuto con un'auto della polizia, sia stato effettivamente il motivo della morte della famiglia. Ma la squadra conosce già la verità, ed il killer viene arrestato. Parallelamente alla vicenda, l'agente Jordan Todd, sentendosi spesso non adeguata al suo ruolo, metterà in discussione il suo posto di lavoro in squadra, durante un confronto con Rossi. Una volta tornati a Quantico, ad aspettarli c'è JJ con il suo bambino.
- Altri interpreti: Mitch Pileggi

### Soggetto Ignoto
L'impiegato Norman Hill

### Citazioni
- "Ogni uomo normale deve essere tentato, a volte, di sputarsi sulle mani, issare la bandiera con il teschio e mettersi a tagliare gole". H.L. Mencken (Aaron Hotchner)
- "Nella vita non esistono tragedie paragonabili alla morte di un bambino. Le cose non tornano mai com'erano prima". Presidente Dwight Eisenhower (David Rossi)

## Anime gemelle
- Titolo originale: Soul Mates
- Diretto da: John E. Gallagher
- Scritto da: Erica Messer e Debra J. Fisher

### Trama
La BAU deve indagare su una serie di rapimenti avvenuti in Florida. Il profilo identifica l'SI con un uomo benestante con una bella famiglia e che vive in un quartiere agiato. I sospetti ricadono su un uomo afroamericano, già accusato precedentemente per stupro in un'altra città. Per questo motivo, lui e la sua famiglia sono trasferiti da poco in Florida, per ricostruire la loro vita. La figlia dell'uomo, molto legata al padre, accusa la polizia di un errore ma ascolta gli aggiornamenti sul profilo che l'unità ha sviluppato. Gli agenti, infatti, hanno stabilito che probabilmente si tratta di una coppia di serial killer e che, quindi, bisognava trovare un uomo molto legato al loro sospettato. 
Combinazione, il loro vicino di casa si offre di sostenerle e aiutarle, cosa che rende sospettosa la figlia del sospettato. Quest'ultima lo segue e scopre così che teneva prigioniera la ragazza scomparsa. Nello stesso momento, facendo leva sul dubbio del tradimento, la BAU riesce a convincere il sospettato che il complice ucciderà sua figlia se non li aiuta. L'uomo li porterà sul luogo del nascondiglio e sarà indeciso se occuparsi della figlia, che ormai ha capito che i due sono complici, o del complice con il quale aveva instaurato un profondo rapporto omicida. I due verranno infine arrestati e la ragazza avrà finalmente la libertà di ricostruirsi una vita con la madre in un'altra città.

### Soggetto Ignoto
La coppia di amici e vicini di casa William Harris e Steven Baleman

### Citazioni
- "Nessun mortale sa mantenere un segreto: se le sue labbra sono serrate parlerà con la punta delle dita, il suo tradirsi trasuda da ogni poro". Sigmund Freud (Dott. Spencer Reid)
- Detective locale: Da dove è uscito il ragazzino? David Rossi: L'hanno lasciato in una cesta di vimini sulle scale dell'FBI.
- Lo storico Cyril Northcote Parkinson ha scritto: "Il ritardo è la forma più pericolosa di rifiuto". (Derek Morgan)

## Di padre in figlio
- Titolo originale: Bloodline
- Diretto da: Tim Matheson
- Scritto da: Mark Linehan Bruner

### Trama
Il BAU si confronta, in Alabama, con degli SI che uccidono dei genitori per poi prendere la bambina di dieci anni, la piccola però viene ritrovata dopo diverse ore, abbandonata poiché soffre di epilessia, e grazie al suo prezioso aiuto, ben presto si scopre che gli assassini sono una famiglia romena che prende le bambine per farle sposare con il loro figlio, continuando così una tradizione che dura da anni. La famiglia, infatti portava avanti un vero e proprio rituale. Avviene un altro delitto, con le stesse modalità,  ma questa volta la madre viene trattenuta e confesserà dove si trovano il marito e il figlio con la bambina rapita, che verrà poi messa in salvo. L'Si donna stessa nega la sua vera identità, in quanto, da bambina era stata rapita ed ancora era sposata con l'uomo, che da piccolo aveva ucciso i suoi genitori. A fine colloquio però, la donna, quando rivede il figlio, in romeno gli ordina di "non parlare dei suoi fratelli". A fine puntata si capisce che esistono molte altre famiglie che portano avanti la tradizione.

### Soggetto Ignoto
La famiglia romena composta da madre, padre e figlio di 10 anni

### Citazioni
- Winston Churchill ha detto: "Non c'è dubbio che è intorno alla famiglia e alla casa che le più grandi virtù della società umana si creano e si rafforzano". (Emily Prentiss)
- Mario Puzo ha scritto: "La forza di una famiglia, come la forza di un'armata, si basa sulla lealtà reciproca". (Aaron Hotchner)

## Il conforto della morte
- Titolo originale: Cold Comfort
- Diretto da: Anna Foerster
- Scritto da: Dan Dworkin e Jay Beattie

### Trama
Il team del BAU segue la pista di un SI che rapisce giovani donne e le imbalsama. La madre di una ragazza rapita chiede aiuto a un sensitivo per essere aiutata a ritrovare la figlia; ma Rossi è molto diffidente nei confronti degli "indovini". Infine, la pista conduce, grazie anche all'aiuto dei genitori, a un SI necrofilo, che tenta di ricreare la donna a cui tanto era affezionato da piccolo, la sua babysitter, morta di infarto proprio mentre si trovava a casa sua ad accudirlo. Quei giorni i genitori non erano presenti, e sarà proprio il bambino ad adagiarsi accanto al corpo della donna per addormentarsi per i successivi tre giorni alla sua morte. Durante l'episodio, la faccenda sembra prendere una direzione diversa, a causa della cattura di un uomo, il presunto killer, con la stessa patologia, che era stato licenziato dal suo posto di lavoro in un obitorio anni prima, ma la squadra è convinta di aver catturato l'uomo sbagliato. Infine, grazie alla buona fede di JJ, ritornata a lavorare dopo la pausa seguente al parto, e ad altri indizi, si scova il luogo dove l'SI uccide le sue vittime, appena in tempo per salvare l'ultima donna rapita. Rossi, ricordando un'esperienza passata, si convince che comunque, l'aiuto dell'indovino non sia stato poi così tanto vano, ma invita JJ ad affidarsi soprattutto sulle capacità della squadra.
- Guest star: Cybill Shepherd (Leona Gless)

### Soggetto Ignoto
Lo studente Roderick Gless

### Citazioni
- "E così, nelle notti, al fianco io giaccio del mio amore, mio amore, mia vita e mia sposa, nel suo sepolcro là in riva al mare, nella sua tomba in riva al risonante mare". Edgar Allan Poe (Jennifer Jareau)
- "Per coloro che credono nessuna prova è necessaria, per coloro che non credono nessuna prova è sufficiente". Stuart Chase (David Rossi)

## Quando non c'è un perché
- Titolo originale: Zoe's Reprise
- Diretto da: Charles S. Carroll
- Scritto da: Oanh Ly

### Trama
Una giovane studentessa di criminologia, Zoe,  avvicina Rossi per chiedere un suo parere riguardo alla possibilità che vari omicidi siano riconducibili a un unico serial killer. Rossi all'inizio non ritiene collegati i diversi omicidi (differenti per modus operandi e vittimologia), lasciando la ragazza molto delusa del suo errore. Ma quando la studentessa si reca a curiosare in una delle scene del crimine e si imbatte per caso nell'assassino, gli fa pensare inavvertitamente di saperne più del dovuto e viene uccisa. Rossi e la squadra decidono quindi di indagare per poi scoprire che l'assassino studia il modo di uccidere di altri famosi serial killer della storia, replicandoli. In realtà, l'SI sta solo trovando la sua identità assassina, che si assesta poi sul soffocamento. Durante le indagini, la BAU (grazie anche alla ragazza del serial killer, sorpresa a "giocare" nel parco con lui), riesce ad arrivare a un ragazzo che ha studiato psicologia e i libri di Rossi dal carcere e che vorrebbe diventare famoso come gli assassini di cui ha tanto letto, cosa che David gli negherà. Nell'ultima scena, Rossi si recherà sulla tomba di Zoe, porgendole dei fiori, ed incontrerà la madre, con la quale, a causa della triste vicenda, aveva avuto degli screzi.

### Soggetto Ignoto
L'ex detenuto Eric Ryan Olson

### Citazioni
- "Non insegno mai ai miei allievi, cerco solo di metterli in condizione di poter imparare". Albert Einstein (David Rossi)
- La romanziera austriaca Marie von Ebner-Eschenbach scrisse: "In gioventù impariamo, con l'età comprendiamo". (David Rossi)

## La deriva del piacere
- Titolo originale: Pleasure Is My Business
- Diretto da: Gwyneth Horder-Payton
- Scritto da: Breen Frazier

### Trama
Una bellissima escort bionda uccide i propri clienti con del veleno a Dallas, Texas. La cosa che hanno in comune questi clienti è il fatto che sono tutti uomini importanti di grosse multinazionali divorziati che non pagano gli alimenti ai loro figli.
Hotchner incrocia la ragazza, senza volerlo, nell'albergo dell'hotel dove sono alloggiati per risolvere il caso e la donna si convince che lui possa essere un uomo buono e tutto d'un pezzo, come non lo erano quelli che ha incontrato lungo la propria strada. Proprio per questo motivo, quando la BAU trova il suo appartamento, la donna chiama per parlare con Hotchner e dimostra un crollo psicotico che la sta portando a uccidere anche uomini non palesemente colpevoli come quelli precedenti. Le indagini li portano a scoprire che la ragazza ricercava inconsciamente gli uomini simili a suo padre: un manager che spendeva i suoi soldi in prostitute, ma che non pagava gli alimenti e si disinteressava di lei. Per sfruttare questa cosa, suo padre la rintraccia e cerca di farsi dare la sua lista-contatti, nella quale c'erano anche grandi nomi del business e lui stesso.
La ragazza finge di stare al gioco, ma quando la BAU la raggiunge lei ha con sé la SIM del cellulare con la lista e si è già avvelenata. Hotch va da lei e le promette che quella volta i cattivi perderanno, anche se sono ricchi uomini d'affari. Infatti, mentre loro parlano e lei muore, suo padre e tutti gli uomini della lista vengono arrestati. Poco prima di morire, l'SI ringrazia Hotchner per essere stato l'unico uomo a non averla delusa.
- Altri interpreti: Brianna Brown (Megan Kane), Catherine Dent (Ellen Daniels), Nora Dunn (Lauren)

### Soggetto Ignoto
La escort Megan Kane

### Citazioni
- "La prostituta non è, come affermano le femministe, la vittima degli uomini, ma la loro conquistatrice, una fuorilegge, che controlla i canali sessuali tra la natura e la cultura". Camille Paglia. (Aaron Hotchner)
- "Non si paga una prostituta per il sesso, la si paga perché poi se ne vada". Dashiell Hammett (Megan Kane)

## Demonologia
- Titolo originale: Demonology
- Diretto da: Edward Allen Bernero
- Scritto da: Chris Mundy

### Trama
Un uomo viene ucciso in modo molto cruento, forse a causa di un esorcismo, a Georgetown. Emily Prentiss viene chiamata a identificarlo, poiché l'uomo era un suo amico e una persona molto importante per il suo passato. La BAU decide di aiutarla nella ricerca dell'assassino, anche perché la donna è emotivamente coinvolta e non equilibrata, con l'aiuto di un altro amico del suo passato. Scoprono ben presto che tutti e due, così come le altre vittime, avevano svolto un viaggio spirituale in Spagna e che le famiglie avevano chiamato un prete affinché attuasse su di loro un esorcismo. L'amico di Prentiss non faceva eccezione, in quanto aveva cominciato a cadere nel tunnel della droga. Prentiss spiegherà a Rossi, che le sta particolarmente vicino soprattutto in quanto grande uomo di fede, che il suo amico aveva aiutato Emily ad abortire ed a riconciliarsi con la sua fede e con la religione.
Le indagini porteranno a un prete, ossessionato dall'esorcismo e dall'esistenza del male, che verrà rilasciato in quanto protetto dall'immunità diplomatica. Quest'ultimo cercherà l'altro amico di Prentiss per esorcizzarlo, ma fortunatamente riusciranno a fermarlo in tempo. Rossi, con la sua testardaggine, aveva convinto Hotchner a contattare il Vaticano perché intercedesse; l'uomo viene quindi estradato in Spagna, dove si deciderà la sua sorte.
La squadra viene molto colpita da questo caso e discute dell'esistenza o meno del Male puro, inteso come entità a sé stante. Morgan sostiene la tesi che tutto derivi da una serie di circostanze umane e terrene che trasformano gli uomini; Rossi, da uomo religioso, crede all'esistenza del male inteso con la M maiuscola.
Emily, rimasta da sola a camminare nella neve, passa davanti a una chiesa e comincia inspiegabilmente a perdere sangue dal naso, così come era accaduto ai suoi due amici prima di lei, trovandosi in forti condizioni di stress.
- Altri interpreti: Bruce Davison (Padre Davison)

### Soggetto Ignoto
Padre Paul Silvano

### Citazioni
- "Chi non punisce il male comanda che si faccia". Leonardo da Vinci. (Emily Prentiss)
- James Joyce ha detto: "Non c'è eresia né filosofia tanto aborrita dalla chiesa come l'essere umano". (David Rossi)

## L'onnivoro
- Titolo originale: Omnivore
- Diretto da: Nelson McCormick
- Scritto da: Andrew Wilder

### Trama
Un vecchio investigatore, ormai sul punto di morte, chiama Hotchner per parlargli di un vecchio caso che seguirono insieme; all'epoca Hotchner era alle sue prime esperienze, mentre l'uomo era capo unità. Andando contro a qualsiasi protocollo, il detective aveva fatto un patto con l'assassino: lui avrebbe smesso di cercarlo e l'SI avrebbe smesso di uccidere.
Sono passati così undici anni.
Tuttavia, poiché il detective sa che la morte sta per raggiungerlo e che l'SI lo sa, decide di parlare con Hotchner e raccontargli tutto, affinché sappia cosa fare quando gli omicidi ricominceranno. Infatti, alla morte del detective, gli omicidi ricominciano: si tratta di uno dei più prolifici SI degli Stati uniti, chiamato "Il Mietitore". La BAU va a parlare con George Foyet, l'unico sopravvissuto. L'uomo vive da anni nel terrore, cambia spesso casa e vive come un recluso; l'unica cosa che ha promesso di non cambiare è la città, anche se vive male e pieno di cicatrici. 
Come era accaduto in precedenza, il Mietitore chiede al capo delle indagini, in questo caso Hotch, di fare un patto ma lui rifiuta. Per ripicca, il Mietitore uccide i passeggeri di un intero autobus, scrivendo col sangue "Nessun patto". 
La firma specifica di questo SI è quella di rubare qualcosa dalla scena precedente e metterla alla scena successiva; poiché hanno ritrovato gli occhiali di Foyet credono che lui sarà la prossima vittima. In realtà, scopriranno che il vero assassino non è altri che lo stesso Foyet, che aveva depistato tutti ferendosi da solo più di 13 volte con un coltello . 
Viene finalmente incarcerato ma, ferendosi nuovamente da solo e bevendo il suo stesso sangue, si sente male e viene trasportato in ospedale, dal quale riuscirà a fuggire e far perdere le proprie tracce.

### Soggetto Ignoto
L'informatico freelance George Foyet, anche chiamato "il Mietitore"

### Citazioni
- "Il fato non si accontenta di infliggere una sola calamità". Publio Sirio (Aaron Hotchner)
- "Gli uomini accumulano gli errori della propria vita e creano un mostro che chiamano destino". John Hobbes (Aaron Hotchner)

## Follia incendiaria
- Titolo originale: House on Fire
- Diretto da: Félix Enríquez Alcalá
- Scritto da: Holly Harold

### Trama
Il BAU è chiamato a intervenire in Indiana, nella cittadina di Royal. La squadra deve rintracciare un assassino seriale ed incendiario che incute il terrore in questa piccola città dando fuoco ai luoghi di incontro della comunità. Durante uno di questi incendi va a fuoco un cinema e perdono la vita molti abitanti.
Si arriva infine a un ragazzo, che anni prima era stato costretto ad abbandonare la città, a causa di voci che erano state messe in giro, che raccontavano che avesse intrapreso una relazione amorosa con la sorella. Infatti, i due erano molto legati, per l'SI la sorella rappresentava anche la madre e la famiglia, in quanto i genitori erano morti dentro un incendio.
I fratelli vennero per questo divisi, e il ragazzo era rimasto allora completamente abbandonato e solo. Comincerà così ad appiccare incendi, e proprio in uno di questi resterà vittima anche il marito della sorella, il reale bersaglio di quella mossa.
A fine puntata, Hotch si congratulerà con Garcia per l'ottimo lavoro svolto, in quanto era stata proprio lei a ritrovare le tracce, che sembravano essere andate ormai perdute, del colpevole.
Soggetto Ignoto
Il fratello di Tina, Tommy Boren, alias Tommy Wheeler

### Citazioni
- Tennessee Williams ha detto: "Viviamo tutti in una casa di fuoco, non ci sono pompieri da chiamare, non c'è via d'uscita". (Aaron Hotchner)
- "Ho amato fino alla follia, ma quello che gli altri chiamano follia per me è l'unico modo sensato di amare". Françoise Sagan (Aaron Hotchner)

## Mostri e fantasmi dell'anima
- Titolo originale: Conflicted
- Diretto da: Jason Alexander
- Scritto da: Rick Dunkle

### Trama
Nella cittadina di South Padre Island, Texas, un serial killer uccide giovani studenti universitari, dichiaratamente sessisti e misogini, stuprandoli. I sospetti ricadono su un cameriere d'albergo, ma le indagini conducono a svolte inaspettate. Reid sarà costretto da questa esperienza a ricordare il periodo in cui era ostaggio di Tobias Hankel, serial killer della Georgia affetto da personalità multiple, per interrogarsi su quale parte del suo carnefice fosse il colpevole, infatti il serial killer soffre di personalità multipla derivata dagli abusi del padre, il BAU interviene proprio quando lui sta per ucciderlo e convince la personalità malvagia a non uccidere il padre e lasciarsi arrestare e dare giustizia alla personalità buona. La personalità cattiva decide di lasciare andare il padre che viene arrestato per gli abusi inflitti al figlio mentre l'uomo viene portato in un istituto psichiatrico. La scena si sposta diversi mesi dopo, dentro un ospedale psichiatrico, si vede il dottor Reid che dice a una ragazza di fare la cosa giusta, la donna è in realtà una delle personalità del killer che ha preso il sopravvento. Reid infatti viene a trovarlo nel tentativo di aiutarlo a liberarsi dalla personalità alternativa sapendo che quanto è accaduto non è stato per colpa sua.
- Altri interpreti: Roma Maffia (Reese Evans)

### Soggetto Ignoto
L'inserviente Adam Jackson e il suo alter ego Amanda

### Citazioni
- "La luce crede di viaggiare più veloce di ogni altra cosa, ma si sbaglia. Per quanto veloce viaggi, la luce scopre che l'oscurità arriva sempre prima, ed è lì che l'aspetta". Terry Pratchett (Dott. Spencer Reid)
- Stephen King ha scritto: "I mostri sono reali, e anche i fantasmi sono reali. Vivono dentro di noi, e a volte vincono". (Dott. Spencer Reid)

## Sfumature di grigio
- Titolo originale: A Shade of Gray
- Diretto da: Karen Gaviola
- Scritto da: Debra J. Fisher e Erica Messer

### Trama
Un bambino viene rapito a Cherry Hill in New Jersey. Hotch collega il caso ad altri simili, ma la squadra viene insospettita dall'atteggiamento dei familiari. Sotto la guida dello sceriffo della città si giungerà alla cattura di un pedofilo, ma il BAU sospetta una verità peggiore. Infatti il catturato è il carnefice dei primi due delitti, mentre si scoprirà soltanto alla fine che il vero assassino del piccolo Kyle sia il fratello maggiore, Danny. Il bambino ha infatti sempre mostrato un atteggiamento violento nei confronti degli oggetti e degli animali, ed ucciderà il fratellino infilandogli dei pezzetti di un modellino di aeroplano nella gola. Sarà in seguito lo sceriffo locale, molto amico della famiglia, ad abbandonare il cadavere del piccolo nel bosco, come gli altri due bambini, facendo così sembrare il tutto opera del maniaco incastrato.
- Guest star: John Billingsley (Hugh Rollins)

### Soggetto Ignoto
Il primogenito sociopatico Danny Murphy

### Citazioni
- Il dottor Burton Grebin ha detto: "Perdere un figlio è perdere una parte di se stessi". (David Rossi)
- André Maurois ha scritto: "Senza una famiglia, l'uomo, solo nel mondo, trema di freddo". (David Rossi)

## Aiutatemi
- Titolo originale: The Big Wheel
- Diretto da: Rob Hardy
- Scritto da: Simon Mirren

### Trama
Un serial killer di Buffalo, affetto da una grave sindrome di disturbo ossessivo-compulsivo, dopo aver accoltellato un'agente immobiliare, e molte altre vittime prima di lei, scrive una richiesta di aiuto per riuscire a fermarsi, e invia dei filmati agli agenti locali. I file verranno poi condivisi al BAU, chiamato proprio dalla polizia locale a intervenire, che scopre che il numero delle vittime dell'uomo potrebbe arrivare a ventidue. Il motivo del perché lui è diventato così è perché odiava sua madre che aveva un amante e lui era costretto a vedere ogni giorno i 2 avere rapporti sessuali mentre lui si chiudeva in un armadio a osservarli disgustato dal comportamento della madre finché un giorno il padre non scoprí la moglie e l'amante e dopo aver cacciato l'amante della moglie dalla casa rimproverò aspramente la moglie per ciò che aveva fatto. La donna però non si pentì minimamente di quanto aveva fatto e urlò dichiarando che odiava il marito e la sua vita ricevendo dal marito una coltellata dopodiché l'uomo fuggì lasciando la moglie morire il tutto mentre il figlio uscito dall'armadio teneva la mano alla madre mentre moriva per poi essere ritrovato dalla polizia e dato successivamente in affidamento. Crescendo il ragazzo aveva sviluppato un odio profondo verso la madre e non potendo vendicarsi di lei poiché era già morta si sfogava uccidendo donne che le somigliavano e che gliela ricordavano. Viene coinvolto nelle indagini anche un bambino cieco, figlio di una delle donne uccise; la puntata è divisa tra l'ottica del killer e quella della squadra di Hotch, per questo si scopre che il bambino intratteneva da tempo, senza saperlo, contatti con l'assassino della madre. Il serial killer aveva risparmiato il bambino perché aveva notato che il bimbo era cieco e quindi non poteva vederlo e non volendo fare del male al bimbo innocente l'aveva lasciato vivere. Il killer è in realtà un ex assistente sociale del bambino, si scopre che anche l'assassino ha visto morire sua madre e per questo si identifica con il piccolo e gli si era affezionato a tal punto che per lui aveva smesso di uccidere cercando di essere un uomo migliore. Infatti, tutte le uccisioni erano avvenute in tempi ben precisi e a distanza di quasi un anno tra di loro, il fattore scatenante per il quale l'SI ricomincia a uccidere è proprio perché verrà a sapere che il bimbo si sarebbe trasferito in un'altra città con la madre adottiva.
Nelle scene finali, l'omicida porta il bambino su una ruota panoramica il giorno del suo compleanno, lo ringrazia e gli rivela di essere stata una persona speciale poiché lo aveva aiutato a vedere un'altra vita per essere una persona migliore, poi dopo avergli confessato di aver fatto delle cose terribili in passato gli chiede perdono per ciò che ha fatto dopodiché muore in seguito ad alcune ferite riportate precedentemente, il piccolo capisce così che il suo amico era in realtà l'assassino della madre.
- Guest star: Alex O'Loughlin (Vincent Rowlings)

### Soggetto Ignoto
Il fotografo Vincent Rowlings

### Citazioni
- "Perché la luce sia splendente, ci deve essere l'oscurità". Francis Bacon (Aaron Hotchner)
- "Per quanto oscuro sia il presente, l'amore e la speranza sono sempre possibili". George Chakiris (Derek Morgan)

## Il killer della strada
- Titolo originale: Roadkill
- Diretto da: Steve Boyum
- Scritto da: Dan Dworkin e Jay Beattie

### Trama
Un killer a Bend nell'Oregon utilizza il proprio SUV per investire e poi passare sopra le vittime. Kevin Lynch riceve una proposta di lavoro importante all'estero, e invita Garcia ad andare con lui. La squadra si concentra sul legame che corre tra il killer e le sue vittime, infatti risultano tutte avere una Cadillac rossa e percorrere quotidianamente un tratto di autostrada molto pericoloso. Si scopre che il colpevole è un ex militare divenuto paraplegico a causa di un incidente, in cui è rimasta uccisa la moglie, proprio su quell'autostrada con una macchina rossa. Questa esperienza l'ha segnato talmente tanto che fa in modo di punire gli altri per ciò che ha fatto lui. Alla fine la squadra non riesce a prenderlo prima che si suicidi buttandosi con il suo veicolo da una scarpata, dopo aver scoperto da un agente locale la verità sull'incidente scoperta dalla squadra: fu l'uomo a provocare l'incidente, la Cadillac rossa era della moglie e lui cercava solo un modo di sfogarsi a causa dei ricordi confusi. Anche perché a intervenire nell'indagine, c'è anche un tale, che sentendosi molto in colpa, confessa che l'incidente possa essere stato causato da lui, in quanto possedendo un'auto rossa e seguendo i telegiornali crede che il killer sia ritornato per vendicarsi proprio per colpa sua. In realtà, si scopre alla fine che quest'uomo fosse stato coinvolto in un altro incidente, risalente a un altro periodo, dove però fortunatamente non c'erano stati feriti o morti. Dopo aver appreso la notizia da JJ, potrà finalmente proseguire in modo più sereno la sua vita con la sua famiglia, senza avere il peso sulla coscienza. Nelle scene finali Kevin comunica a Garcia che non andrà più a lavorare all'estero, in quanto c'erano stati problemi nel sistema centrale che controllava il tutto, forse a causa di un hackeraggio e probabilmente Garcia c'entra qualcosa. Ma i due si amano parecchio, e Kevin dichiara che non sarebbe comunque mai partito senza di lei, e non sospetta nulla.

### Soggetto Ignoto
L'ex militare Ian Coakley

### Citazioni
- "Non so che cosa pensare delle automobili. Con tutta la loro spinta in avanti, potrebbero essere un passo indietro nella civiltà". Booth Tarkington (Aaron Hotchner)
- "La voce umana non potrà mai raggiungere la distanza coperta dalla sottile voce della coscienza". Gandhi (Jennifer Jareau)

## Arma biologica
- Titolo originale: Amplification
- Diretto da: John Gallagher
- Scritto da: Oanh Ly

### Trama
L'aria di un parco pubblico di Annapolis, Maryland, viene contaminata con dell'antrace; temendo l'azione di una cellula terroristica, il BAU si reca sul posto e scopre dal profilo che si tratta invece di un fanatico, ma avranno problemi con i militari della base situata in città. Quasi tutti i presenti nel parco pubblico al momento del rilascio della sostanza, muoiono. Durante le indagini, lo stesso Reid verrà esposto al tipo non curabile di antrace, per indagare sull'SI e sarà costretto a trovare l'antidoto tracciando il profilo del suo creatore, lottando contro il tempo per salvarsi. Sarà infine portato in ospedale, e l'artefice verrà arrestato, grazie alla collaborazione finalmente raggiunta tra gli agenti della squadra del BAU e i militari, in una stazione metropolitana, dove altrimenti avrebbe colpito ancora.
Soprattutto JJ è molto scossa dall'accaduto, in quanto vorrebbe poter avvertire il suo amato e il figlio piccolo di restare a casa e di non andare al parco, ma non può farlo perché altrimenti disubbidirebbe al protocollo stabilito.

### Soggetto Ignoto
Il chimico Chad Brown

### Citazioni
- "Essa diventerà un pulviscolo diffuso su tutta la terra d'Egitto, e produrrà sugli uomini e sulle bestie un'ulcera con pustole, in tutta la terra d'Egitto". Esodo (9, 9) (Dott. Spencer Reid)
- "La sicurezza è più che altro una superstizione. Non esiste in natura, e i figli dell'uomo non riescono a sperimentarla". Helen Keller (Dott. Spencer Reid)

## La porta dell'inferno
- Titolo originale: To hell...
- Diretto da: Edward Allen Bernero
- Scritto da: Edward Allen Bernero

### Trama
Un ex-marine va a schiantarsi con la sua auto contro il posto di blocco al confine con il Canada, e una volta arrestato confessa di aver commesso dieci omicidi nell'ultimo mese, chiedendo l'intervento dell'FBI. La squadra di Hotch chiamata dalle giubbe rosse scopre che l'assassino non è l'uomo arrestato, quest'ultimo è invece un cittadino canadese che rapisce i senzatetto e le prostitute di Detroit, passando il confine con una barca. Il marine ha fatto finta di essere colpevole perché voleva attenzione dalle autorità, dato che anche sua sorella è scomparsa. La squadra di Hotch arriva fino a una fattoria in territorio canadese, ma lì scopre che il proprietario, Mason Turner, è costretto a letto da una grave paralisi. Il fratello Lucas fugge nel bosco all'arrivo della polizia, portando con sé Kelly, l'ultima vittima, ancora in vita.

### Soggetto Ignoto
Lucas Turner, spinto dal fratello tetraplegico Mason

### Citazioni
- Flannery O'Connor ha detto: "Se non ci fosse l'inferno, saremmo come animali. Niente inferno, niente dignità". (Aaron Hotchner)
- Le cattive notizie ci fermano per un po', ma poi si va avanti. La speranza è paralizzante. (William)

## All'inferno e ritorno
- Titolo originale: ...And Back
- Diretto da: Edward Allen Bernero
- Scritto da: Edward Allen Bernero

### Trama
Dopo varie indagini la squadra scopre che lì vive anche il fratello ritardato del dottore che viene descritto da lui come violento e aggressivo e anche lui è una vittima. Cominciano le indagini nel bosco e all'interno della fattoria dove vengono rinvenuti 89 paia di scarpe insanguinate; intanto dal portatile del dottore Penelope capisce che i fratelli conducevano degli esperimenti per tentare di guarire Mason ed era proprio il dottore a dare le indicazioni mentre il fratello Lucas era solo il succube esecutore. Parallelamente la ragazza rapita Kelly e Lucas sono in un rifugio sottoterra dove lui la tiene in ostaggio perché aspetta da un cellulare istruzioni da Mason. La ragazza riesce a farsi amica l'uomo e, sfruttando la sua ingenuità, riesce a entrare in possesso del cellulare e a convincerlo a portarla fuori; da lì tenta di chiamare qualcuno allora Penelope intercetta la chiamata e li localizza dando indicazioni alla squadra. Il finale purtroppo non è dei migliori perché entrambi i fratelli vengono uccisi senza che si possa scoprire altro della fattoria dell'inferno. La puntata si conclude con Hotchner che rientrando in casa viene minacciato da un uomo con la maschera che ricorda un vecchio caso, il quale alla fine spara!
- Nota: Seguito e conclusione dell'episodio in due parti To hell... and back

### Soggetto Ignoto
Lucas Turner, spinto dal fratello tetraplegico Mason

### Citazioni
- William Wordsworth: "Ma se la radiosa luce che una volta tanto brillava negli sguardi è tolta, se niente può far sì che rinnovi all'erba il suo splendore e che riviva il fiore della sorte funesta, non ci dorremo, ma ancor più saldi in petto godrem di quel che resta". (Dott. Spencer Reid)
- Aaron Hotchner: Morgan, affianca quelli della scientifica! Non credo che qui abbiano mai visto una scena simile. Emily Prentiss: Perché? Noi si?
- Aaron Hotchner: A volte non ci sono parole; nessuna dotta citazione che riassuma efficacemente quello che successe quel giorno. A volte fai tutto nel modo giusto, tutto alla perfezione... eppure ti sembra di aver fallito. Doveva finire in quel modo? Si poteva fare qualcosa per evitare la tragedia fin dall'inizio? Ottantanove omicidi nell'allevamento di maiali, con la morte di Mason e Lucas Turner sono novantuno vite perdute. Kelly Shane tornerà a casa e cercherà di guarire, di riunirsi alla sua famiglia, ma non sarà più la stessa. William Hightower che ha dato la gamba per il suo paese, ha dato tutto se stesso per vendicare l'omicidio della sorella. E sono novantatré vite cambiate per sempre, senza contare parenti e amici, e gli abitanti di una cittadina, Sarnia, nell'Ontario, che pensavano che i mostri non esistessero, finché non seppero di aver passato tutta la vita con uno di essi. E per quanto riguarda la mia squadra, quante altre volte riusciranno a guardare nell'abisso, quante altre volte prima di non riuscire a rimettere insieme i propri pezzi, che questo lavoro porta via. (Hotchner arriva a casa e dietro di lui c'è George Foyet che carica e gli punta una pistola contro) Aaron Hotchner: come ho già detto: a volte non ci sono parole. Nessuna dotta citazione che riassuma efficacemente quello che successe quel giorno. George Foyet: dovevi accettare il patto. Aaron Hotchner: a volte, il giorno, semplicemente...(colpo di pistola) finisce.